# 43a edició de les Diosas de Plata
La 43a entrega de les Diosas de Plata es va dur a terme el 29 d'abril de 2014 al Teatre 1 del Centre Cultural (abans Telmex), situat a Avinguda Cuauhtémoc número 19 cantonada amb carrer Puebla, a la Colonia Roma, a Mèxic. Fou presentada per l'humorista Ricardo Hill.
Aquest any es va recordar el centenari del naixement del poeta, periodista, escriptor i crític de cinema Efraín Huerta, fundador de PECIME qui a més va ser president de l'agrupació de l'any 1960 a 1961.

## Guanyadors i nominats
Nota: Els guanyadors estan llistats primer i destacats en negreta. ⭐
| Millor pel·lícula - Los insólitos peces gato ⭐ - Heli - La jaula de oro - Besos de azúcar - No sé si cortarme las venas o dejármelas largas - Ciudadano Buelna - No se aceptan devoluciones - Tercera llamada | Millor direcció "Emilio Fernández" - Amat Escalante per Heli⭐ - Felipe Cazals per Ciudadano Buelna - Diego Quemada-Díez per La jaula de oro - Claudia Sainte-Luce per Los insólitos peces gato - Carlos Cuarón per Besos de azúcar - Eugenio Derbez per No se aceptan devoluciones - Manolo Caro per No sé si cortarme las venas o dejármelas largas |
| Millor actor - Sebastián Zurita per Ciudadano Buelna ⭐ - Kuno Becker per Espacio interior - Eugenio Derbez per No se aceptan devoluciones - Víctor González per 7 años de matrimonio - Gonzalo Vega per Nosotros los Nobles - Luis Gerardo Méndez per No sé si cortarme las venas o dejármelas largas                     | Millor actriu María Félix - Ludwika Paleta per No sé si cortarme las venas o dejármelas largas ⭐ - Ximena Ayala per Los insólitos peces gato - Adriana Roel per No quiero dormir sola - Ximena Herrera per 7 años de matrimonio - Edith González per Deseo - Karla Souza per Nosotros los Nobles |
| Millor coactuació masculina - Fernando Luján' per Tercera llamada ⭐ - Kristyan Ferrer per Besos de azúcar - Damián Alcázar per Ciudadano Buelna - Gerardo Taracena per Deseo - Raúl Méndez per No sé si cortarme las venas o dejármelas largas                                                                            | Millor coactuació femenina Silvia Derbez - Lisa Owen' per Los insólitos peces gato ⭐ - Verónica Falcón per Besos de azúcar - Mariana Treviño per Tercera llamada - Anabel Ferreira per Tercera llamada - Mariana Gaja per No quiero dormir sola - Jacqueline Andere per 7 años de matrimonio |
| Millor revelació masculina - Armando Espitia' per Heli ⭐ - Rodolfo Domínguez per La jaula de oro - César Kansino per Besos de azúcar | Millor revelació femenina - Yolanda Andrade per 7 años de matrimonio ⭐ - Sonia Franco per Los insólitos peces gato - Alessandra Rosaldo per No se aceptan devoluciones |
| Millor actor de quadre masculí - Ricardo Blume' per Tercera llamada ⭐ - Héctor Jiménez per Besos de azúcar - Tenoch Huerta per Ciudadano Buelna - Jorge Mondragón per No sé si cortarme las venas o dejármelas largas | Millor actriu de quatre - Paulina Gaitán' per Deseo ⭐ - María Sorté per 7 años de matrimonio - Silvia Pinal per Tercera llamada - Marimar Vega per Ciudadano Buelna |
| Millor Opera Prima - Eugenio Derbez' per No se aceptan devoluciones ⭐ - Claudia Sainte-Luce per Los insólitos peces gato - Gary Alazraky per Nosotros los Nobles - Natalia Beristáin per No quiero dormir sola - Diego Quemada-Díez per La jaula de oro - Manolo Caro per No sé si cortarme las venas o dejármelas largas | Millor fotografia - Martín Boege' per Ciudadano Buelna ⭐ - Héctor Ortega per Canela - Carlos R. Díazmuñoz per Me late Chocolate - Daniel Jacobs per No sé si cortarme las venas o dejármelas largas |
| Millor edició - Amat Escalante' i Natalia López per Heli ⭐ - Pedro García per Canela - Carlos Bolado i Santiago Pérez Rocha per No se aceptan devoluciones - Mariana Rodríguez per Besos de azúcar - Oscar Figueroa Jara per Ciudadano Buelna                                                                             | Millor guió - Leticia López Margalli' i Manolo Caro per No sé si cortarme las venas o dejármelas largas ⭐ - Amat Escalante i Gabriel Reyes por Heli - Felipe Cazals i Leo Mendoza por Ciudadano Buelna - Claudia Sainte-Luce per Los insólitos peces gato - María René Prudencio i Francisco Franco per Tercera llamada - Carlos Cuarón i Luis Usabiaga per Besos de azúcar - Eugenio Derbez i Guillermo Ríos per No se aceptan devoluciones                                                                              |
| Millor música de fons - Javier Blake i Rodrigo Montfort per No sé si cortarme las venas o dejármelas largas ⭐ - Héctor Ruiz per Canela - Javier Umpiérrez per Espacio interior - José Antonio “Potro” Farías per Me late Chocolate                                                                                        | Millor cançó - Sueña Corazón Autor: Benny Ibarra de Llano; intèrpret: Benny Ibarra de Llano; Pel·lícula: No se aceptan devoluciones ⭐ - ′Cuenta Hasta 10′ Autor: Javier Blake; intèrpret: Natalia Lafourcade i Javier Blake; Pel·lícula: No sé si cortarme las venas o dejármelas largas - ‘María’ Autor: Benny Ibarra de Llano; intèrpret: Jaime Camil; Pel·lícula: Amor a primera visa - ‘A.D.N.’ Autor: Ana Fernández Villaverde i David A. Rodríguez; intèrpret: La Bienquerida; Pel·lícula: Los insólitos peces gato |
| Millor curtmetratge - Estatuas de Roberto Fiesco ⭐ - Monstruo de Luis Mariano García - Perdona Nuestras Ofensas d'Israel Ahumada - Inframundo d'Ana Mary Ramos | Millor curtmetratge d'animació - El maestro y la flor de Daniel Irabien ⭐ - ¿Qué es la guerra? de Luis Beltrán - El Regreso del Vampiro de Cristian Alain Vázquez - Lluvia en los Ojos de Rita Basulto |
| Millor actuació infantil - Loreto Peralta' per No se aceptan devoluciones ⭐ - Alejandro Ramírez per Los insólitos peces gato - Linda González per Heli - María Isabel Yudice per Canela | Diosas especials - Diosa de Plata Mauricio Peña Flores a Cinco de mayo: La batalla - Diosa de Plata per trajectòria: Enriqueta “Queta” Lavat - Diosa de Plata per trajectòria a: Marco A. Muñiz - Diosa de Plata de comèdia Carmen Salinas a Pedro Weber “Chatanooga” |